# Rajon Anenii Noi
Der Rajon Anenii Noi ist ein Rajon in der Republik Moldau. Die Rajonshauptstadt ist Anenii Noi.

## Geographie
Der Rajon liegt im Osten des Landes. Die Bîc fließt in West-Ost-Richtung durch das Gebiet. Der Fluss Dnister bildet die östliche Grenze des Rajons zu Transnistrien. Im Norden grenzt Anenii Noi an den Rajon Criuleni, im Süden an das Munizipium Tighina und den Rajon Căușeni und im Westen an das Munizipium Chișinău und den Rajon Ialoveni.

## Geschichte
Der Rajon Anenii Noi besteht seit 2003. Bis Februar 2003 gehörte das Gebiet gemeinsam mit den heutigen Rajons Criuleni, Ialoveni und Strășeni zum inzwischen aufgelösten Kreis Chișinău (Județul Chișinău).

## Bevölkerung

### Bevölkerungsentwicklung
1959 lebten im Gebiet des heutigen Rajons 55.269 Einwohner. In den darauf folgenden Jahrzehnten stieg die Zahl der Einwohner kontinuierlich an: von 65.908 im Jahr 1970 über 75.986 im Jahr 1979 bis zu 83.630 im Jahr 1989. Bis 2004 sank wie in ganz Moldau die Bevölkerungszahl des Rajons, die in jenem Jahr 81.710 betrug. 2014 lag sie bei 78.996.

### Volksgruppen
Laut der Volkszählung 2004 stellen die Moldauer mit 84,2 % die anteilsmäßig größte Volksgruppe im Rajon Anenii Noi, gefolgt von den Ukrainern mit 8,0 % und den Russen mit 5,1 %. Kleinere Minderheiten bilden die Rumänen mit 1,0 %, die Bulgaren mit 0,6 % und die Gagausen mit 0,3 %.

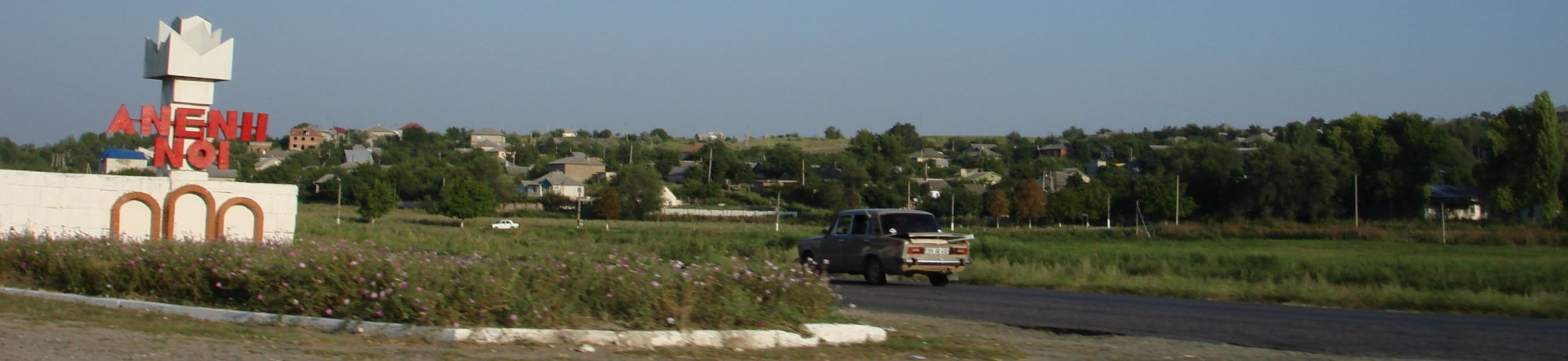
Ortseinfahrt der Hauptstadt Anenii Noi

## Städte und Gemeinden
Neben der Hauptstadt besteht der Rajon Anenii Noi aus 25 Gemeinden und 19 Dörfern. Von diesen Dörfern befinden sich fünf in der Hauptstadtregion, drei in Ciobanovca, zwei in Zolotievca und jeweils eins in den Gemeinden Botnărești, Calfa, Chetrosu, Chirca, Cobusca Veche, Geamăna, Ochiul Roș, Telița, und Țânțăreni.
Städte:
- Anenii Noi

Gemeinden
- Botnărești
- Bulboaca
- Calfa
- Chetrosu
- Chirca
- Ciobanovca
- Cobusca Nouă
- Cobusca Veche
- Delacău
- Floreni
- Geamăna
- Gura Bîcului
- Hîrbovăț
- Maximovca
- Mereni
- Merenii Noi
- Ochiul Roș
- Puhăceni
- Roșcani
- Speia
- Șerpeni
- Telița
- Țânțăreni
- Varnița
- Zolotievca